# Martin Kirketerp
Martin Kirketerp, född den 13 juli 1982 i Aarhus, är en dansk seglare.
Han tog OS-guld i 49er i samband med de olympiska seglingstävlingarna 2008 i Qingdao i Kina.